# Partido de Ensenada
Ensenada es uno de los 135 partidos de la provincia argentina de Buenos Aires. Su cabecera es la ciudad de Ensenada. Forma parte del Gran La Plata.

## Historia
La Ensenada de Barragán era un recodo costero en la isla Santiago y debe su nombre a la familia de Antonio Gutiérrez Barragán. En 1700 se instala un Fuerte militar, ya que el puerto natural que encerraba la ensenada facilitaba el contrabando. En 1734 el gobernador bonaerense ordenó agregar una muralla, y así se llamó Fuerte Barragán. El 5 de mayo de 1801 el virrey Gabriel de Avilés fundó el pueblo de Ensenada. En mayo de 1882 el gobierno de Dardo Rocha la declaró capital provisoria de la provincia, hasta la fundación de La Plata en noviembre del mismo año. Desde 2003 es gobernada por el intendente Mario Secco.

## Límites
Limita al norte con el Río de la Plata, al sur con La Plata, al oeste con Berazategui y al este con Berisso.

## Geografía

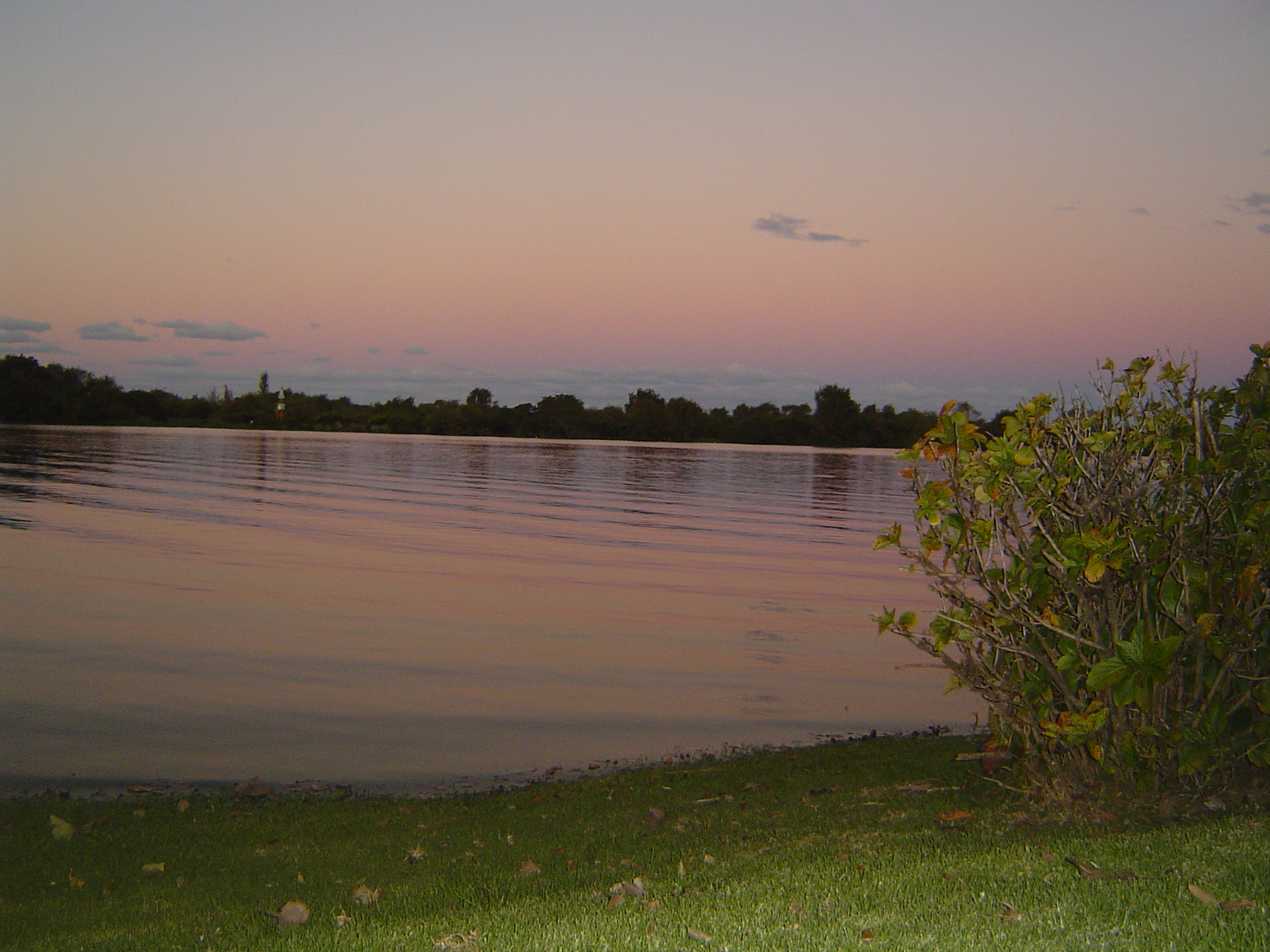
Río Santiago, partido de Ensenada.

### Población
| Población | 35 206 | 39 154  | 41 323 | 48 237  | 51 448 | 56 729  | 63 997 |
| Variación | -      | +11,21% | +5,53% | +16,73% | +6,65% | +10,26% | +12,8% |

### Sismicidad
La región responde a las subfallas «del río Paraná», y «del río de la Plata», y a la falla de «Punta del Este», con sismicidad baja; y su última expresión se produjo el 30 de noviembre de 2018 (6 años), a las 10:27 UTC-3, con una magnitud de 3,8 en la escala de Richter.
La Defensa Civil municipal debe advertir sobre escuchar y obedecer acerca de
Área de
- Tormentas severas, algo periódicas
- Baja sismicidad, con silencio sísmico de 6 años

## Localidades
- Ensenada
- Punta Lara
- Villa Catella
- Dique N.º 1
- Isla Santiago Oeste

## Política

### Intendentes desde 1983
| Intendente                  | Mandato                                           | Partido | Partido | Alianza | Alianza | Elecciones |
| --------------------------- | ------------------------------------------------- | ------- | ------- | ------- | ------- | ---------- |
| José del Carmen Ginevri     | 10 de diciembre de 1983 - 31 de mayo de 1984      |         | PJ      |         | —       | 1983       |
| Cirilo Nelson Caraballo     | 31 de mayo de 1984 - 30 de agosto de 1984         |         | PJ      |         | —       | 1983       |
| Cirilo Nelson Caraballo     | 1 de septiembre de 1984 - 10 de diciembre de 1987 | 1984    | PJ      |         | —       |            |
| Cirilo Nelson Caraballo     | 10 de diciembre de 1987 - 12 de febrero de 1991   |         | PJ      | FREJURE | 1987    |            |
| Juan Ángel Quartara         | 12 de febrero de 1991 - 10 de diciembre de 1991   |         | PJ      | FREJURE | 1987    |            |
| Adalberto Rodolfo Del Negro | 10 de diciembre de 1991 - 10 de diciembre de 1995 |         | PJ      |         | FREJUFE | 1991       |
| Adalberto Rodolfo Del Negro | 10 de diciembre de 1995 - 10 de diciembre de 1999 | 1995    | PJ      |         | FREJUFE |            |
| Adalberto Rodolfo Del Negro | 10 de diciembre de 1999 - 10 de diciembre de 2003 |         | PJ      | CJ      | 1999    |            |
| Mario Carlos Secco          | 10 de diciembre de 2003 - 10 de diciembre de 2007 |         | FACE    |         | UCR     | 2003       |
| Mario Carlos Secco          | 10 de diciembre de 2007 - 10 de diciembre de 2011 |         | PdV     |         | FPV     | 2007       |
| Mario Carlos Secco          | 10 de diciembre de 2011 - 10 de diciembre de 2015 |         | FG      | 2011    | FPV     |            |
| Mario Carlos Secco          | 10 de diciembre de 2015 - 10 de diciembre de 2019 | 2015    | FG      |         | FPV     |            |
| Mario Carlos Secco          | 10 de diciembre de 2019 - 10 de diciembre de 2023 |         | FG      | FdT     | 2019    |            |
| Mario Carlos Secco          | 10 de diciembre de 2023 - En el cargo             |         | FG      | UP      | 2023    |            |

1. 1 2  Renunció al cargo.
2. 1 2  Asume como interino.
3. ↑  Se llama a elecciones en el partido de Ensenada para elegir un nuevo intendente.
4. ↑  El Frente Grande se presentó bajo el nombre "Frente Alternativo para el Cambio Ensenadense".

### Elecciones municipales

#### Elecciones en la década de 2020
|  | 62,94 % |

|  | 17,31 % |

|  | 16,08 % |

|  | 3,68 % |

|  | 91,59 % |

|  | 8,07 % |

|  | 0,34 % |

|  | 77,87 % |

|  | 100 % |

|  | 53,85 % |

|  | 28,28 % |

|  | 7,44 % |

|  | 5,92 % |

|  | 4,51 % |

|  | 94,79 % |

|  | 4,67 % |

|  | 0,54 % |

|  | 74,59 % |

|  | 100 % |

#### Elecciones en la década de 2010
|  | 70,85 % |

|  | 22,85 % |

|  | 3,43 % |

|  | 2,87 % |

|  | 94,42 % |

|  | 5,16 % |

|  | 0,42 % |

|  | 82,34 % |

|  | 100 % |

|  | 48,91 % |

|  | 33,10 % |

|  | 8,34 % |

|  | 5,57 % |

|  | 3,34 % |

|  | 0,75 % |

|  | 95,95 % |

|  | 3,57 % |

|  | 0,49 % |

|  | 79,86 % |

|  | 100 % |

|  | 55,79 % |

|  | 21,05 % |

|  | 14,59 % |

|  | 5,94 % |

|  | 2,64 % |

|  | 88,75 % |

|  | 10,63 % |

|  | 0,62 % |

|  | 81,86 % |

|  | 100 % |

|  | 49,58 % |

|  | 15,75 % |

|  | 13,03 % |

|  | 7,76 % |

|  | 6,77 % |

|  | 5,25 % |

|  | 1,84 % |

|  | 94,44 % |

|  | 4,67 % |

|  | 0,90 % |

|  | 81,07 % |

|  | 100 % |

|  | 56,95 % |

|  | 13,08 % |

|  | 7,94 % |

|  | 5,76 % |

|  | 4,52 % |

|  | 3,74 % |

|  | 3,12 % |

|  | 2,02 % |

|  | 1,71 % |

|  | 1,16 % |

|  | 90,91 % |

|  | 8,46 % |

|  | 0,62 % |

|  | 81,05 % |

|  | 100 % |

#### Elecciones en la década de 2000
|  | 47,93 % |

|  | 25,45 % |

|  | 8,53 % |

|  | 8,18 % |

|  | 2,58 % |

|  | 1,82 % |

|  | 1,71 % |

|  | 1,32 % |

|  | 1,13 % |

|  | 0,81 % |

|  | 0,53 % |

|  | 89,83 % |

|  | 8,81 % |

|  | 1,36 % |

|  | 76,15 % |

|  | 100 % |

|  | 58,93 % |

|  | 10,98 % |

|  | 10,20 % |

|  | 5,72 % |

|  | 3,88 % |

|  | 3,34 % |

|  | 2,15 % |

|  | 1,43 % |

|  | 1,27 % |

|  | 1,08 % |

|  | 0,48 % |

|  | 0,44 % |

|  | 0,10 % |

|  | 87,59 % |

|  | 11,46 % |

|  | 0,95 % |

|  | 78,54 % |

|  | 100 % |

|  | 44,86 % |

|  | 24,60 % |

|  | 8,16 % |

|  | 4,48 % |

|  | 3,48 % |

|  | 3,13 % |

|  | 2,04 % |

|  | 1,98 % |

|  | 1,64 % |

|  | 1,47 % |

|  | 1,33 % |

|  | 1,01 % |

|  | 0,84 % |

|  | 0,73 % |

|  | 0,26 % |

|  | 87,97 % |

|  | 10,56 % |

|  | 1,47 % |

|  | 76,78 % |

|  | 100 % |

|  | 44,80 % |

|  | 35,44 % |

|  | 4,03 % |

|  | 2,82 % |

|  | 2,74 % |

|  | 2,40 % |

|  | 2,34 % |

|  | 1,93 % |

|  | 1,06 % |

|  | 0,78 % |

|  | 0,70 % |

|  | 0,63 % |

|  | 0,33 % |

|  | 92,82 % |

|  | 6,09 % |

|  | 1,09 % |

|  | 74,22 % |

|  | 100 % |

|  | 40,03 % |

|  | 6,00 % |

|  | 1,47 % |

|  | 0,54 % |

|  | 48,03 % |

|  | 18,39 % |

|  | 13,62 % |

|  | 6,43 % |

|  | 4,13 % |

|  | 2,70 % |

|  | 2,56 % |

|  | 1,99 % |

|  | 0,99 % |

|  | 0,70 % |

|  | 0,46 % |

|  | 72,73 % |

|  | 13,53 % |

|  | 13,75 % |

|  | 77,51 % |

|  | 100 % |

#### Elecciones en la década de 1990
|  | 42,19 % |

|  | 5,20 % |

|  | 47,39 % |

|  | 47,29 % |

|  | 2,00 % |

|  | 0,82 % |

|  | 0,77 % |

|  | 0,61 % |

|  | 0,59 % |

|  | 0,54 % |

|  | 90,86 % |

|  | 8,61 % |

|  | 0,54 % |

|  | 85,67 % |

|  | 100 % |

|  | 48,81 % |

|  | 42,00 % |

|  | 2,93 % |

|  | 2,13 % |

|  | 1,57 % |

|  | 1,28 % |

|  | 1,28 % |

|  | 77,31 % |

|  | 4,41 % |

|  | 0,62 % |

|  | 82,34 % |

|  | 100 % |

|  | 51,99 % |

|  | 21,39 % |

|  | 13,86 % |

|  | 8,93 % |

|  | 2,36 % |

|  | 0,73 % |

|  | 0,57 % |

|  | 0,17 % |

|  | 92,85 % |

|  | 6,63 % |

|  | 0,52 % |

|  | 83,19 % |

|  | 100 % |

|  | 46,86 % |

|  | 22,58 % |

|  | 10,68 % |

|  | 8,17 % |

|  | 4,53 % |

|  | 2,04 % |

|  | 1,15 % |

|  | 1,09 % |

|  | 0,97 % |

|  | 0,93 % |

|  | 0,61 % |

|  | 0,41 % |

|  | 93,59 % |

|  | 5,34 % |

|  | 1,08 % |

|  | 83,46 % |

|  | 100 % |

|  | 32,41 % |

|  | 17,40 % |

|  | 16,25 % |

|  | 9,58 % |

|  | 7,01 % |

|  | 6,90 % |

|  | 2,32 % |

|  | 2,03 % |

|  | 1,70 % |

|  | 1,65 % |

|  | 1,34 % |

|  | 0,50 % |

|  | 0,50 % |

|  | 0,41 % |

|  | 94,60 % |

|  | 3,44 % |

|  | 1,10 % |

|  | 84,01 % |

|  | 100 % |

#### Elecciones en la década de 1980
|  | 56,94 % |

|  | 22,84 % |

|  | 8,60 % |

|  | 4,40 % |

|  | 4,13 % |

|  | 2,67 % |

|  | 0,42 % |

|  | 91,83 % |

|  | 6,80 % |

|  | 0,44 % |

|  | 88,57 % |

|  | 100 % |

|  | 52,48 % |

|  | 25,99 % |

|  | 12,34 % |

|  | 3,56 % |

|  | 1,75 % |

|  | 1,36 % |

|  | 1,20 % |

|  | 0,83 % |

|  | 0,26 % |

|  | 0,23 % |

|  | 95,95 % |

|  | 3,36 % |

|  | 0,69 % |

|  | 87,11 % |

|  | 100 % |

|  | 29,50 % |

|  | 27,51 % |

|  | 18,15 % |

|  | 11,74 % |

|  | 7,69 % |

|  | 3,77 % |

|  | 1,48 % |

|  | 0,85 % |

|  | 0,40 % |

|  | 0,24 % |

|  | 94,86 % |

|  | 3,39 % |

|  | 1,74 % |

|  | 85,81 % |

|  | 100 % |

|  | 48,72 % |

|  | 42,24 % |

|  | 4,09 % |

|  | 2,73 % |

|  | 1,37 % |

|  | 0,86 % |

|  | 92,87 % |

|  | 5,94 % |

|  | 1,18 % |

|  | 86,88 % |

|  | 100 % |

#### Elecciones en la década de 1970 y 1960
|  | 58,55 % |

|  | 16,34 % |

|  | 9,24 % |

|  | 7,15 % |

|  | 3,44 % |

|  | 2,22 % |

|  | 2,07 % |

|  | 0,89 % |

|  | 0,09 % |

|  | 96,20 % |

|  | 3,38 % |

|  | 0,42 % |

|  | 47,76 % |

|  | 29,04 % |

|  | 5,52 % |

|  | 3,32 % |

|  | 3,14 % |

|  | 2,49 % |

|  | 1,83 % |

|  | 1,40 % |

|  | 1,34 % |

|  | 1,28 % |

|  | 1,24 % |

|  | 1,05 % |

|  | 0,59 % |

|  | 94,22 % |

|  | 5,78 % |

|  | 44,74 % |

|  | 29,90 % |

|  | 14,04 % |

|  | 9,98 % |

|  | 1,34 % |

|  | 47,65 % |

|  | 49,60 % |

|  | 2,75 % |

### Concejo Deliberante de Ensenada
Actualmente el Concejo Deliberante de Ensenada está conformado por 18 Concejales.

Composición del Concejo Deliberante de Ensenada (2021-2023):
Frente de Todos
Juntos por el Cambio

## Deporte
- Club Defensores de Cambaceres.